# Màxima dels Països Baixos
Màxima (nascuda Máxima Zorreguieta Cerruti, Buenos Aires, 17 de maig de 1971), és l'actual reina consort dels Països Baixos des de l'ascensió al tron del seu marit, el rei Guillem Alexandre, el 30 d'abril de 2013. És la segona consort d'un sobirà europeu nascuda a l'Amèrica Llatina, després de la gran duquessa Maria Teresa de Luxemburg, d'origen cubà, i la segona reina europea nascuda en aquella regió si tenim en compte el precedent de Maria II de Portugal, nascuda al Brasil. També és la primera reina consort dels Països Baixos des del segle xix.

## Biografia

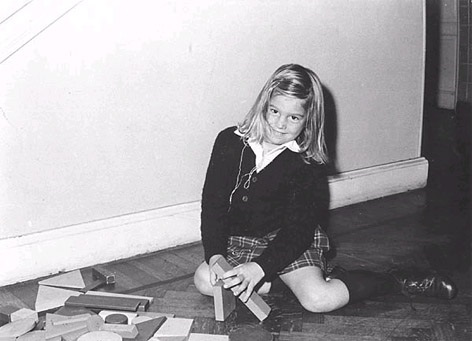
Màxima als sis anys, 1977

### Naixement i família
Màxima Zorreguieta Cerruti va néixer a Buenos Aires, Argentina, el 17 de maig de 1971. És filla de María del Carmen Cerruti Carricart (n. 1944) i Jorge Zorreguieta (1928–2017), que fou Secretari d'Agricultura i Ramaderia del general Jorge Rafael Videla del 1979 al 1981, durant l'última dictadura militar argentina (1976-1983). Té tres germans petits, fills del mateix matrimoni, Martín, Juan i la difunta Inés (1984-2018), i tres germanastres més grans, María, Ángeles i Dolores, filles del primer matrimoni del seu pare amb l'escriptora i filòsofa Marta López Gil. Va créixer al barri de Recoleta de la ciutat de Buenos Aires.
La seva ascendència es basca i italiana. La casa pairal de la branca paterna, el caseriu Zorreguieta, encara es manté al municipi d'Elduain a Guipúscoa. El seu besavi matern, Domingo Carricart Etchart (1885-1953), va ser un terratinent i polític, primer alcalde del poble de Gonzalez Chaves, i alcalde del municipi de Tres Arroyos a la província de Buenos Aires.

### Estudis i carrera professional
Va estudiar a la Northlands Shcool, una escola bilingüe de la ciutat d'Olivos on també va assistir Cayetana Álvarez de Toledo. El 1995 es va graduar en Economia a la Pontifícia Universitat Catòlica Argentina (UCA). Aquesta universitat privada, regida per un directori de bisbes locals, estava encapçalada per l'actual Papa Francesc, llavors arquebisbe de Buenos Aires. Posteriorment va completar els seus estudis amb un màster als EUA.
De 1989 a 1990, mentre encara estudiava a la universitat, va treballar al Mercado Abierto Electrónico i de 1992 a 1995 va treballar al departament de vendes de l'empresa Boston Securities SA a Buenos Aires realitzant investigacions sobre software pels mercats financers. També va treballar ensenyant anglès a nens i adults i com a professora de matemàtiques d'alumnes de secundària i de primer any de carrera.
Del juliol de 1996 al febrer de 1998 va treballar per HSBC James Capel Inc. a Nova York, on va arribar a ser vicepresidenta de vendes institucionals per Llatinoamèrica. Després, i fins al mes de juliol de 1999, fou vicepresidenta de la divisió de mercats emergents de Dresdner Kleinwort Benson a Nova York. Del maig del 2000 al març del 2001 va treballar pel Deutsche Bank a Brussel·les.

## Matrimoni i descendència

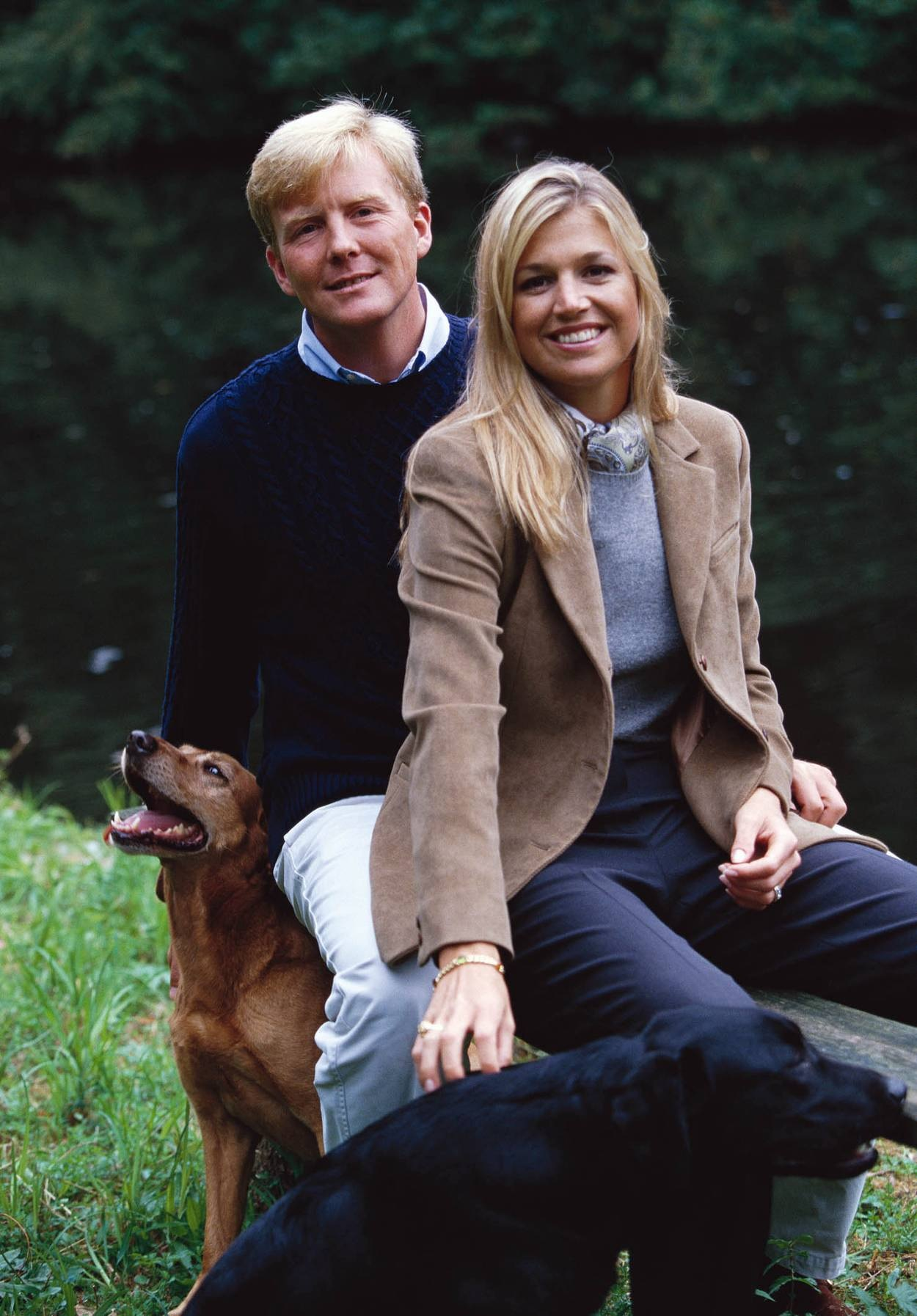
Màxima i Guillem Alexandre el 2001

Màxima va conèixer al Príncep d'Orange a Sevilla, durant la Fira d'Abril de 1999, quan una amiga comuna els va presentar. Aparentment, la seva relació va continuar durant un temps a Nova York, on ella encara treballava per a Dresdner Kleinwort Benson. Màxima encara trigaria una mica a conèixer els seus sogres: la Reina Beatriu I i el Príncep Claus.
La notícia de la relació, ben acceptada per la casa reial dels Països Baixos, aviat esdevingué una qüestió d'estat a causa de la implicació política del pare de Màxima, Jorge Zorreguieta, amb la dictadura del Procés de Reorganització Nacional. A petició dels Estats Generals dels Països Baixos, Michiel Baud, un professor neerlandès especialitzat en estudis Llatinoamericans, va realitzar una investigació independent sobre la possible implicació de Zorreguieta amb la Guerra Bruta, un període de repressió i terrorisme d'Estat durant el qual es calcula que van morir o desaparèixer unes 30.000 persones a l'Argentina. En la seva defensa, Zorreguieta va al·legar que, com a civil, desconeixia els actes de la Guerra Bruta duts a terme mentre fou secretari del gabinet de Jorge Rafael Videla. La investigació de Baud va determinar que el pare de Màxima no va estar directament implicat amb cap de les atrocitats comeses durant aquell període, però també va assenyalar que era força improbable que no les conegués. Malgrat aquestes conclusions, la presència de Zorreguieta al casament reial va ser debatuda durant mesos i, finalment, descartada.
El 30 de març del 2001, Màxima es va comprometre oficialment amb el príncep Guillem Alexandre i el 17 de maig va obtenir la ciutadania neerlandesa. El 3 de juliol del mateix any, els Estats Generals van aprovar el projecte de llei presentat pel govern dels Països Baixos per consentir el matrimoni, ja que Màxima és catòlica i Guillem protestant.
El casament es dugué a terme amb una cerimònia civil a la Borsa d'Amsterdam el 2 de febrer de 2002 seguida d'una cerimònia religiosa a la Nieuwe Kerk (Església Nova) d'Amsterdam. Després del matrimoni, Màxima mantingué la seva fe catòlica.

### Descendència
- Caterina-Amàlia, nascuda el 7 de desembre de 2003.
- Alèxia Juliana Marcela Lorena, nascuda el 26 de juny de 2005.
- Ariadna Guillermina Màxima Agnès, nascuda el 10 d'abril de 2007.

## Títols i tractaments
- 2 de febrer de 2002 - 30 d'abril de 2013: Sa Altesa Reial la princesa d'Orange.
- 30 d'abril de 2013 - present: Sa Majestat la reina dels Països Baixos.

## Distincions honorífiques

### Distinciones honorífiques neerlandeses
- Dama gran creu de l'Orde del Lleó Neerlandès

- Medalla commemorativa de la investidura del Rei Guillem Alexandre (30/04/2013).

### Distincions honorífiques estrangeres
- Dama gran creu del Reial Orde d'Isabel la Catòlica (Regne d'Espanya, 19/10/2001).[15]
- Dama gran creu de l'Orde al Mèrit de Xile (República de Xile, 19/03/2003).
- Dama gran creu de l'Orde de la Creu del Sud (República Federativa del Brasil, 24/03/2003).
- Dama gran creu de l'Orde d'Adolf de Nassau (Gran Ducat de Luxemburg, 24/04/2006).
- Dama gran creu de l'Orde de la Corona (Regne de Bèlgica, 20/06/2006).
- Dama gran creu de l'Orde al Mèrit de la República Federal Alemanya (República Federal Alemanya, 08/10/2007).[16]
- Comenadora de l'Orde de l'Estrella Polar (Regne de Suècia, 21/04/2009).
- Dama gran creu de l'Orde de l'Àguila Asteca (Estats Units Mexicans, 02/11/2009).[17]
- Membre de primera classe de l'Orde de la Unió (Emirats Àrabs Units, 09/01/2012).[18]
- Membre de primera classe de l'Orde del Sultà Qabus (Sultanat d'Oman, 10/01/2012).
- Membre de l'Orde Familiar d'Honor (Sultanat de Brunei, 21/01/2013).
- Dama gran creu del Reial Orde Noruec de Sant Olaf (Regne de Noruega, 02/10/2013).[19]
- Dama gran creu de l'Orde Nacional del Mèrit (República Francesa, 20/01/2014).[20]
- Dama gran cordó de l'Orde de la Preciosa Corona ((Impero dle Japn, 29/10/2014).[21]
- Dama de l'Orde del l'Elefant (Regne de Dinamarca, 17/03/2015).[22]
- Dama gran cordó de l'Orde de Leopold (Regne de Bélgica, 29/11/2016).[23]
- Dama gran collar de l'Orde de l'Infant Dom Henrique (República Portuguesa, 10/10/2017).
- Dama gran creu de l'Orde al Mèrit de la República Italiana (República Italiana, 19/06/2017).[24]
- Dama de l'Orde del Lleó d'Or de la Casa de Nassau (Gran Ducat de Luxemburg, 23/05/2018).[25]
- Comenadora gran creu de l'Orde de les Tres Estrelles (República de Letònia, 06/06/2018).[26][27]
- Dama gran creu de l'Orde de la Creu de Terra Mariana (República d'Estònia, 05/06/2018).[28]
- Dama gran creu de l'Orde de Vytautas el Gran (República de Lituània, 13/06/2018).[29]
- Medalla al Mèrit de 1ª classe (República de Cap Verd, 10/12/2018).